# Podhradí (ort i Tjeckien, lat 50,42, long 15,31)
Podhradí är en köping i Tjeckien. Den ligger i den centrala delen av landet, 70 km nordost om huvudstaden Prag. Podhradí ligger 373 meter över havet och antalet invånare är 381.
Terrängen runt Podhradí är huvudsakligen platt. Podhradí ligger uppe på en höjd. Runt Podhradí är det ganska glesbefolkat, med 34 invånare per kvadratkilometer. Närmaste större samhälle är Jičín, 3,6 km nordost om Podhradí. Trakten runt Podhradí består till största delen av jordbruksmark.